# MB BS
MB BS (Medicinae Baccalaureus, Baccalaureus Chirurgiae), akademisk examen i Storbritannien och i Australien, som motsvarar legitimerad läkare i Sverige och MD i USA.